# Seleção Saarauí de Futebol
A Seleção Saarauí de Futebol representa o Saara Ocidental nas competições de futebol, mas não é internacionalmente reconhecida. Não é membro da FIFA e por isso não pode disputar a Copa do Mundo, porém é afiliada à CONIFA.
Em 2003, a Federação de Futebol do Saara Ocidental conseguiu sua filiação à NF-Board, sendo membro provisório do órgão. O ministro de juventude e esportes do território, Mohamed Moulud Mohamed Fadel, anunciou a criação da Seleção, conhecida como "Dromedários", em março de 2012.
Por conta do conflito do Saara Ocidental, o El Aaiún Stadium, onde a Seleção manda suas partidas, está na parte do território ocupada pelos marroquinos. Por isso, até 2012, os jogos foram disputados no exterior ou em campos de refugiados Saarauís. No mesmo ano, disputou a Copa do Mundo VIVA, sendo eliminado ainda na primeira fase.
Em 2020, se inscreveu para jogar a Copa do Mundo CONIFA, mas desistiu por problemas logísticos - a competição seria cancelada em decorrência da pandemia de COVID-19.

## Torneios disputados

### VIVA World Cup
| Ano   | Fase          | Posição     | V | E | D | GP | GC | SG |
| ----- | ------------- | ----------- | - | - | - | -- | -- | -- |
| 2012  | Primeira fase | Sexto lugar | 2 | 0 | 3 | 11 | 15 | -4 |
| Total | 1             |             | 2 | 0 | 3 | 11 | 15 | -4 |